# آرانچا اوره‌تابیسکایا
آرانچا اوره‌تابیسکایا (باسکی: Arantxa Urretabizkaia؛ زادهٔ ۱ ژوئیهٔ ۱۹۴۷) مؤلف، نویسنده، مترجم، شاعر و بازیگر اهل اسپانیا است. وی دانش‌آموختهٔ دانشگاه بارسلونا است. برخی آثار او به زبان آلمانی ترجمه شده است.
از فیلم‌هایی که وی در آن نقش‌آفرینی نموده است، می‌توان به فرار از سگوبیا (۱۹۸۱) اشاره کرد.